# Krknata
Koordinati:   43°58′07″N, 15°08′17″E
Krknata je nenaseljen otoček v Zadarskem arhipelagu. Otoček leži vzhodno od Dugega otoka pred zalivom, na katerega obali stojita naseljei Žman in Zaglav. Površina otočka meri 0,392 km², dolžina obale je 3,44 km. Najvišji vrh je visok 17 mnm.